# 黄韵涵
黄韻涵（1984年1月4日—），臺灣高雄市人，中華民國政治人物、中國國民黨黨員。母親陸淑美為前任高雄市議會副議長。
2016年以中國國民黨籍參選高雄市第二選舉區立法委員，負於民進黨的邱志偉。2019年5月19日，中國國民黨高雄市黨部公布高雄市立法委員第二選舉區(岡山、路竹等8個行政區)黨內初選民調結果，黃韻涵勝出將再戰邱志偉。選舉結果挑戰失敗，未能勝選。

## 選舉紀錄
| 年度 | 選舉屆數           | 選舉區           | 所屬政黨   | 得票數 | 得票率 | 當選標記 | 備註 |
| ---- | ------------------ | ---------------- | ---------- | ------ | ------ | -------- | ---- |
| 2016 | 第九屆立法委員選舉 | 高雄市第二選舉區 | 中國國民黨 | 61,186 | 34.91% |          |      |
| 2020 | 第十屆立法委員選舉 | 高雄市第二選舉區 | 中國國民黨 | 70,867 | 35.40% |          |      |

## 外部連結
- 黄韵涵的Facebook專頁